# Soledad (album)
Pour les articles homonymes, voir Soledad.
Albums de Pascal Obispo
Live 98
(1998) Millésime Live 00/01
(2001)
Singles
1. Soledad
Sortie : 29 novembre 1999
2. L'important c'est d'aimer
Sortie : 22 février 2000
3. Tue par amour
Sortie : 31 décembre 1999
4. Pas besoin de regrets
Sortie : 15 janvier 2001
5. Ce qu'on voit, allée Rimbaud
Sortie : 5 juin 2001

Soledad est un album de Pascal Obispo sorti le 2 décembre 1999 par Epic / Sony Music.
C'est le quatrième album studio du chanteur.

## Liste des chansons
| 1.    | Par absence                           | Pascal Obispo                                      | 5:45 |
| 2.    | Soledad                               | Lionel Florence / Pierre Jaconelli - Pascal Obispo | 4:25 |
| 3.    | Tue par amour                         | Didier Golemanas / Pascal Obispo                   | 5:14 |
| 4.    | Pas besoin de regrets                 | Pascal Obispo                                      | 5:42 |
| 5.    | L'important c'est d'aimer             | Pascal Obispo - Patrice Guirao / Pascal Obispo     | 5:00 |
| 6.    | Vivre ici…                            | Pascal Obispo                                      | 5:24 |
| 7.    | Si et seul'ment seul                  | Didier Golemanas / Pascal Obispo                   | 6:03 |
| 8.    | Ce qu'on voit, allée Rimbaud          | Étienne Roda-Gil / Pascal Obispo                   | 3:50 |
| 9.    | Neil Armstrong ou Gagarine            | Pascal Obispo                                      | 6:02 |
| 10.   | Mon océan                             | Didier Golemanas / Pascal Obispo                   | 5:35 |
| 11.   | Silence                               | Pascal Obispo                                      | 6:24 |
| 12.   | Variations sur le même « Tu manques » | Pascal Obispo                                      | 6:44 |
| 66:08 |                                       |                                                    |      |

Réalisé par Pierre Jaconelli et Pascal Obispo. À noter que la chanson "Ce qu'on voit, allée Rimbaud" (dont le single parut le 5 juin 2001), fait référence à l'ancienne demeure de Pascal Obispo, qu'il avait acheté à la chanteuse Jeane Manson, dans le 19ème arrondissement de Paris. Ce single comporte en deuxième piste la chanson " Variations sur le même "Tu manques". Le CD single du deuxième extrait de l'album, "l'important c'est d'aimer" comporte un titre hors album et inédit, "Madrid en France". Le quatrième single extrait de cet album, à savoir "Pas besoin de regrets", comporte une version inédite de la chanson "Vivre ici", chantée (contrairement à la version album) en duo avec Daniel Lévi.